# Schloss Heiligenkreuz

Nordtrakt

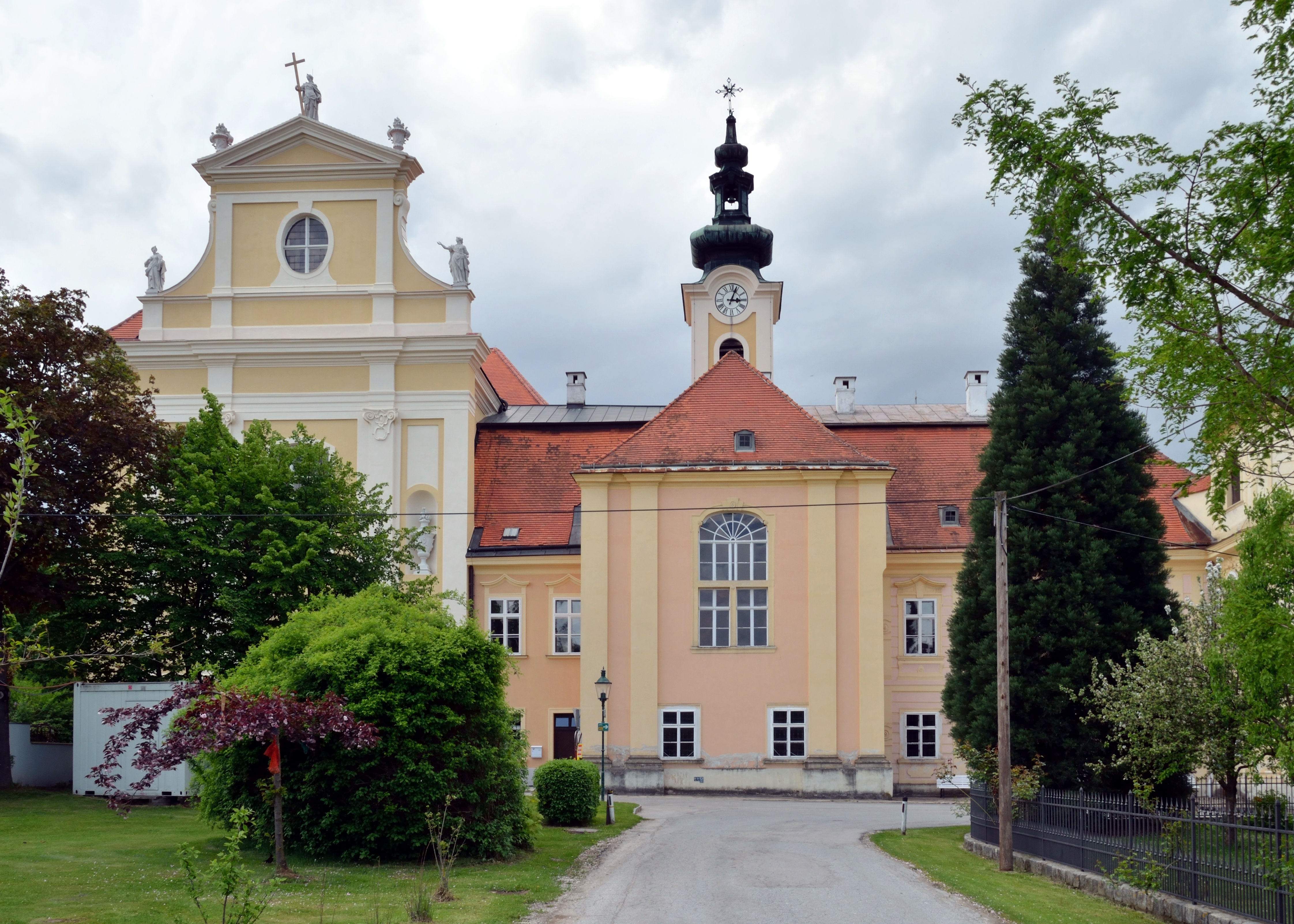
Osttrakt, mittig die Marienkapelle mit Zwiebelturm, links die Hauptfront der Pfarrkirche Gutenbrunn-Heiligenkreuz

Das Schloss Heiligenkreuz steht im Schlossweiler Heiligenkreuz in der Katastralgemeinde Gutenbrunn der Stadtgemeinde Herzogenburg im Bezirk St. Pölten-Land in Niederösterreich. Den Südtrakt bildet die katholische Pfarrkirche Gutenbrunn-Heiligenkreuz Mariä Himmelfahrt. Das Schloss steht unter Denkmalschutz (Listeneintrag).

## Geschichte
Von 1733 bis 1735 erfolgte unter Josef Johann von Tepsern der Bau einer Marienkapelle (Ostfront), um 1740/1760 der Bau des Nordtraktes und des die Marienkapelle einnehmenden Osttraktes. 1754 wurde das Schloss vom Weihbischof Anton Marxer gekauft und der Westtrakt als Alumnat angebaut; das bis 1783 genutzt wurde. Das Schloss stand bis 1858 im Besitz der Familie Figdor; 1945 entstanden Bombenschäden. Vom Niederösterreichischen Landesmuseum wurde 1964 im Nord- und Osttrakt das Niederösterreichische Barockmuseum eingerichtet, aber 2001 geschlossen.

## Architektur
Das dreiflügelige zwei- bis viergeschoßige Schlossgebäude hat eine nordseitige Hauptfront mit zwei vorgestellten Ecktürmen.
Der 15-achsige zweigeschoßige Nordtrakt über einem Kellergeschoß hat zwei oktogonale Ecktürme, welche das Schloss um ein Geschoß überragen, die Fassadenelemente in ihrer hierarchischen Entsprechung stehen in der Tradition von Johann Lukas von Hildebrandt. Die zum Ort zeigenden Ostseite zeigt mittig die risalitartige etwas vorspringende Hauptfront der Marienkapelle im Hintergrund überragt vom Kirchturm mit Zwiebelhelm, dem Süden zu zeigt die Ostfront die Hauptfront der Pfarr- und Wallfahrtskirche Mariä Himmelfahrt. Der schlichte viergeschoßige Westtrakt als Alumnatstrakt hat einen vierachsigen Risalit und eine zur Pfarrkirche rückspringende Südfront.
Im nordwestlichen Schlossgarten als barocker Ziergarten stehen auf hohen Sockeln die Statuen Ceres und Bacchus.

## Marienkapelle
Die Marienkapelle mit einem überkuppelten Zentralraum mit einer halbrunden Apsis wurde von 1733 bis 1735 als freistehende Wallfahrtskapelle erbaut und um 1740/1760 in den Osttrakt als Privatkapelle des Weihbischofs Anton Marxer in das Schlosses integriert, dabei wurde im Zentralraum einen Zwischendecke eingezogen und das Erdgeschoß profaniert. Die Wand- und Deckenmalerei schuf Paul Troger 1735, im Kuppelfresko Mariä Himmelfahrt mit Hl. Dreifaltigkeit sowie die biblischen Figuren und Heiligen in den Pendentifs mit Judith, Esther, Jahel und die Pharaonentochter, in der Apsis weibliche Personifikationen der Kirche. Die Architekturmalerei schuf Domenico Francia um 1755. Der schlichte Altartisch trägt einen spätbarocken Tabernakel.